# Antônio Reis
Dom Antônio Reis (Santa Cruz do Sul, 28 de outubro de 1885 — Santa Maria, 14 de setembro de 1960) foi um bispo católico brasileiro.

## Vida
Foi ordenado sacerdote em 1910 e sagrado Bispo no dia 13 de dezembro de 1931, tendo como local a cripta da nova Catedral de Porto Alegre. Escolheu como lema episcopal: Ad Jesum per Mariam (A Jesus por Maria) . Ele era ainda Cônego da Igreja de N. Sra. da Conceição, na capital do Estado, quando a 31 de julho de 1931 recebeu a sua nomeação para Bispo de Santa Maria.
No dia 13 de janeiro de 1932, Dom Antonio Reis, o 3º Bispo de Santa Maria, fazia sua entrada solene em nossa cidade, acompanhado de brilhante caravana designada pelo Arcebispo Dom João Becker. Da Estação da Viação Férrea a comitiva dirigiu-se à Catedral Diocesana, onde o novo Bispo foi canonicamente investido no cargo de bispo diocesano de Santa Maria.
Dom Antônio visitava assiduamente as áreas da Diocese, criando sessenta novas Paróquias.

## Realizações na Diocese de Santa Maria
Organizou a nova Diocese de Passo Fundo.
Uma das suas preocupações foi a Obra das Vocações Sacerdotais e Religiosas. Concluiu o Seminário Diocesano São José e fundou os dois Pré-Seminários de Ivorá e de Frederico Westphalen, ajudando ainda na construção do Seminário Maior de Viamão.
Diversas congregações religiosas vieram instalar-se na Diocese de Santa Maria à convite de Dom Antônio. Dedicou especial carinho aos Círculos Operários, Cidade dos Meninos, Pão dos Pobres, Conferências Vicentinas, à Ação Católica e à Ação Social Rural.
Entre as suas obras materiais destacam-se a nova residência episcopal e a Secretaria do Bispado (ambas na Rua Silva Jardim), a reforma da Catedral Diocesana, a Casa de Retiros, o prédio da Ação Católica.
Dom Antonio Reis era conhecido como "o Bispo da Medianeira", tendo promovido com extremo zelo esta devoção, não só na Diocese de Santa Maria como em todo o Rio Grande.
Foi o iniciador da construção do Santuário da Medianeira, em 1935.
Recolhido ao Hospital de Caridade, Dom Antonio lá veio a falecer no dia 14 de setembro de 1960. Foi sepultado na Catedral de Santa Maria. O episcopado de Dom Antonio Reis durou 29 anos.